# Хенри Минцбърг
Хенри Минцбърг (на английски: Henry Mintzberg) (роден на 2 септември 1939) автор на редица книги в областта на бизнеса и мениджмънта. Професор във Факултета по мениджмънт на Университета „Макгил“ в Монреал.
През 1997 г. професор Минцбърг е удостоен със званието офицер от Ордена на Канада.
През 1998 г. е носител на Националния орден на Квебек. Член на Обществото за стратегическо управление.
От 1991 до 1999 г. е гост-професор в ИНСЕАД.
Минцбърг два пъти печели наградата McKinsey за най-добрата статия в Харвард Бизнес Ревю (въпреки критичната си позиция относно стратегическия консултантски бизнес). Той също така се присъединява към съвместното създаване на органиграфията, която се преподава в бизнес училищата. 
Хенри Минцбърг, в книгата си „Природа на управленския труд“ (1973) разглежда работата на ръководителя като определена съвкупност от роли, които той поема върху себе си в процеса на осъществяване на целите на организацията. Той определя три главни групи мениджърски роли : междуличностни роли; роли, свързани с информацията и роли, отнасящи се до решенията. Всяка от тях се подразделя на редица действия.
Минцбърг пише по темите на управлението и бизнес стратегията, с повече от 150 статии и петнадесет книги на негово име. Неговата основополагаща книга, „Възходът и падането на стратегическото планиране“ (Mintzberg 1994), критикува някои от практиките на стратегическото планиране днес.
През 2004 г. той публикува книга, озаглавена „Managers Not MBAs“ (Mintzberg 2004), която очертава това, което смята, че е погрешно в образованието по мениджмънт. Минцбърг твърди, че престижните училища за мениджъри като Harvard Business School и Wharton Business School в Университета на Пенсилвания са обсебени от цифри и че прекалените им опити да подобрят управленската наука вредят на дисциплината управление. Минцбърг поставя голям акцент върху програмите за следдипломна квалификация, за обучение на практикуващи мениджъри (а не студенти с малък опит в реалния свят), които да разчитат на учене чрез действие и прозрения от собствените си проблеми и преживявания.